# Nikolai Briukhanov
Nikolai Pavlovitch Briukhanov (em russo:  Николай Павлович Брюханов) (Simbirsk, 28 de dezembro de 1878 — 1 de setembro de 1938) foi um político soviético que serviu como Comissário de Finanças no Narkomfin entre 1926 e 1930.

## Biografia
Briukhanov estudou nas universidades de Moscovo e Kazan nos anos finais da década de 1890, mas abandonou os seus estudos sem se ter graduado. Em 1902, aderiu ao Partido Operário Social-Democrata Russo (POSDR) e participou nas suas atividades revolucionárias, convertendo-se em membro do seu Comité regional em Kazan em 1903. Quando em agosto de 1903 se evidenciou a ruptura entre os bolcheviques de Lenin e os mencheviques de Martov, Briukhanov optou pela corrente bolchevique. Em 1907, desloca-se a Ufa, onde edita o jornal local do Partido.

### Ascenso político
Em Ufa, Briukhanov converte-se na cabeça do Comité local durante a Revolução Russa de 1917, e depois de Outubro de 1917 converte-se em membro do Comité regional e em Comissário de Subministros. Em fevereiro de 1918, é nomeado membro do colegium (corpo de governo) do Comissariado Popular de Subministros e em junho desse ano, converte-se em deputado do Comissariado Popular com responsabilidades no subministro de alimentos no Oblast de Moscovo. Desde agosto de 1919, Briukhanov serve simultaneamente como Chefe da Comissão Especial de Subministros para a Frente Oriental e, desde janeiro de 1920 a setembro de 1922, como responsável pelo Diretório Geral de Subministros do Exército Vermelho. Em dezembro de 1921, é nomeado responsável pelo Comissariado Popular de Subministros e, com a criação da URSS em dezembro do ano seguinte, Briukhanov converte-se no chefe do Comissariado Popular de Subministros da nova federação em 6 de julho de 1923.

### Comissário Popular de Finanças
Em 14 de maio de 1924, o Comissariado foi abolido e Briukhanov converteu-se em deputado do Comissariado das Finanças (Narkomfin). Quando o então responsável pelo Narkomfin, Grigori Sokolnikov, se enfrentou com Stalin em apoio de Grigori Zinoviev e Lev Kamenev, o próprio Stalin substituiu Sokolnikov com o menos influente Briukhanov em 18 de janeiro de 1926. No XV Congresso do PCUS em dezembro de 1927, Briukhanov foi eleito membro candidato ao Comité Central do PCUS, posição que manteve até a celebração do XVII Congresso em janeiro de 1934.

### Queda e morte
Em agosto de 1930, Stalin ordenou Viatcheslav Molotov um expurgo no Narkomfin, citando explicitamente Briukhanov e Piatakov. Em 18 de outubro de 1930, Briukhanov e o chefe do Gosbank, Giorgi Piatakov, foram responsabilizados pelo aumento da inflação e foram apartados dos seus cargos. Briukhanov foi substituído por Grigori Grinko e deslocado para o Comissariado de Subministros da União. Serviu também na Comissão Central do Sovnarkom entre 1933 e 1937.
Finalmente, em 3 de fevereiro de 1938, Briukhanov foi arrestado pela polícia política (NKVD) durante do Grande Expurgo. Foi sentenciado a morte e executado em 1 de setembro de 1938. O governo soviético reabilitou a sua figura em 1956 como parte do processo de desestalinização impulsionado por Nikita Khrushchev.
| Precedido por: {{{antes}}} | Narkomfin 1926 – 1930 | Sucedido por: {{{depois}}} |